# Scottish FA Cup 1958/59
Der Scottish FA Cup wurde 1958/59 zum 74. Mal ausgespielt. Der wichtigste Fußball-Pokalwettbewerb im schottischen Vereinsfußball wurde vom Schottischen Fußballverband geleitet und ausgetragen. Er begann am 31. Januar 1959 und endete mit dem Finale am 25. April 1959 im Hampden Park von Glasgow. Als Titelverteidiger startete der FC Clyde in den Wettbewerb, der im Finale des Vorjahres gegen Hibernian Edinburgh gewonnen hatte. Im diesjährigen Endspiel um den Schottischen Pokal standen sich der FC St. Mirren und FC Aberdeen gegenüber. Die Saints erreichten nach 1908, 1926 und 1934 zum vierten Mal das Finale. Die Dons aus Aberdeen erreichten nach 1947 und 1953 zum dritten Mal das Pokalfinale. Die Saints gewannen das Finale mit 3:1 und damit nach 1926 zum zweiten Mal den Pokal in Schottland. In der Saison 1958/59 wurden die Glasgow Rangers zum 31. Mal Schottischer Meister. Die Saints wurden Siebter, Aberdeen Tabellendreizehnter. Den Ligapokal gewann Heart of Midlothian.

## 1. Runde
Ausgetragen wurden die Begegnungen am 31. Januar sowie 4. und 9. Februar 1959. Die Wiederholungsspiele fanden am 9., 10. und 11. Februar 1959 statt. 19 Vereine erhielten in der ersten Runde ein Freilos.
|                       | Ergebnis |                      |
| --------------------- | -------- | -------------------- |
| FC Aberdeen           | 2:1      | FC East Fife         |
| FC Babcock & Wilcox   | 4:0      | Forres Mechanics     |
| Celtic Glasgow        | 4:0      | Albion Rovers        |
| FC Cowdenbeath        | 2:2      | Dunfermline Athletic |
| FC Dumbarton          | 4:0      | Buckie Thistle       |
| FC East Stirlingshire | 1:1      | Dundee United        |
| Forfar Athletic       | 1:3      | Glasgow Rangers      |
| FC Fraserburgh        | 1:0      | FC Dundee            |
| Peebles Rovers        | 2:0      | Ross County          |
| Queen of the South    | 1:3      | Heart of Midlothian  |
| Raith Rovers          | 1:1      | Hibernian Edinburgh  |
| FC Stenhousemuir      | 5:2      | Eyemouth United      |
| FC Stranraer          | 3:2      | Berwick Rangers      |

### Wiederholungsspiele
|                      | Ergebnis  |                       |
| -------------------- | --------- | --------------------- |
| Dundee United        | 0:0 n. V. | FC East Stirlingshire |
| Dunfermline Athletic | 4:1       | FC Cowdenbeath        |
| Hibernian Edinburgh  | 2:1       | Raith Rovers          |

### 2. Wiederholungsspiel
|               | Ergebnis |                       |
| ------------- | -------- | --------------------- |
| Dundee United | *4:0 *   | FC East Stirlingshire |

## 2. Runde
Ausgetragen wurden die Begegnungen am 13., 14. und 18. Februar 1959. Die Wiederholungsspiele fanden am 18. und 23. Februar 1959 statt.
|                     | Ergebnis |                      |
| ------------------- | -------- | -------------------- |
| FC Aberdeen         | 3:0      | FC Arbroath          |
| Airdrieonians FC    | 2:7      | FC Motherwell        |
| Ayr United          | 3:0      | FC Stranraer         |
| FC Babcock & Wilcox | 0:5      | Greenock Morton      |
| Brechin City        | 3:3      | Alloa Athletic       |
| Celtic Glasgow      | 1:1      | FC Clyde             |
| FC Coldstream       | 0:4      | Hamilton Academical  |
| FC Dumbarton        | 2:8      | FC Kilmarnock        |
| Dundee United       | 0:4      | Third Lanark         |
| FC Fraserburgh      | 3:4      | Stirling Albion      |
| Hibernian Edinburgh | 3:1      | FC Falkirk           |
| FC Montrose         | 0:1      | Dunfermline Athletic |
| Glasgow Rangers     | 3:2      | Heart of Midlothian  |
| FC Stenhousemuir    | 1:3      | Partick Thistle      |
| FC St. Johnstone    | 3:1      | FC Queen’s Park      |
| FC St. Mirren       | 10:0     | Peebles Rovers       |

### Wiederholungsspiele
|                | Ergebnis  |                |
| -------------- | --------- | -------------- |
| Alloa Athletic | 3:1       | Brechin City   |
| FC Clyde       | 3:4 n. V. | Celtic Glasgow |

## Achtelfinale
Ausgetragen wurden die Begegnungen am 28. Februar 1959.
|                      | Ergebnis |                 |
| -------------------- | -------- | --------------- |
| Celtic Glasgow       | 2:1      | Glasgow Rangers |
| Dunfermline Athletic | 2:1      | Ayr United      |
| Hamilton Academical  | 0:5      | FC Kilmarnock   |
| Hibernian Edinburgh  | 4:1      | Partick Thistle |
| Stirling Albion      | 3:1      | Greenock Morton |
| FC St. Johnstone     | 1:2      | FC Aberdeen     |
| FC St. Mirren        | 3:2      | FC Motherwell   |
| Third Lanark         | 3:2      | Alloa Athletic  |

## Viertelfinale
Ausgetragen wurden die Begegnungen am 14. März 1959.
|                 | Ergebnis |                      |
| --------------- | -------- | -------------------- |
| FC Aberdeen     | 3:1      | FC Kilmarnock        |
| Stirling Albion | 1:3      | Celtic Glasgow       |
| FC St. Mirren   | 2:1      | Dunfermline Athletic |
| Third Lanark    | 2:1      | Hibernian Edinburgh  |

## Halbfinale
Ausgetragen wurden die Begegnungen am 4. April 1959. Das Wiederholungsspiel fand am 8. April 1959 statt.
|               | Ergebnis |                |
| ------------- | -------- | -------------- |
| FC Aberdeen   | *1:1 *   | Third Lanark   |
| FC St. Mirren | **4:0 ** | Celtic Glasgow |

### Wiederholungsspiel
|             | Ergebnis |              |
| ----------- | -------- | ------------ |
| FC Aberdeen | **1:0 ** | Third Lanark |

## Finale
| FC St. Mirren                            | FC St. Mirren | FC Aberdeen | FC Aberdeen |
| ---------------------------------------- | --- | --- | ----------- |
| FC St. Mirren                            | \| Finale \| \| 25. April 1959 in Glasgow (Hampden Park) \| \| Ergebnis: 3:1 (1:0) \| \| Zuschauer: 108.591 \| \| Schiedsrichter: John Mowat \|                                         | \| Finale \| \| 25. April 1959 in Glasgow (Hampden Park) \| \| Ergebnis: 3:1 (1:0) \| \| Zuschauer: 108.591 \| \| Schiedsrichter: John Mowat \|                              | FC Aberdeen |
| FC St. Mirren                            | Dave Walker – David Lapsley, John Wilson, Jackie Neilson, Jackie McGugan, Tommy Leishman, Jim Rodger, Tommy Bryceland, Gerry Baker, Tommy Gemmell, Ally Miller Cheftrainer: Willie Reid | Fred Martin – Dave Caldwell, Jimmy Hogg, Ken Brownlee, Jim Clunie, Archie Glen, Dickie Ewen, Norrie Davidson, Hugh Baird, Bobby Wishart, Jack Hather Cheftrainer: Davie Shaw | FC Aberdeen |
| FC St. Mirren                            | 1:0 Tommy Bryceland (43.) 2:0 Ally Miller (65.) 3:0 Gerry Baker (76.) | 3:1 Hugh Baird (89.) | FC Aberdeen |
| Finale                                   | | |             |
| 25. April 1959 in Glasgow (Hampden Park) | | |             |
| Ergebnis: 3:1 (1:0)                      | | |             |
| Zuschauer: 108.591                       | | |             |
| Schiedsrichter: John Mowat               | | |             |